# Livin' Thing
Livin' Thing är en poplåt av den brittiska musikgruppen Electric Light Orchestra. Den är skriven av Jeff Lynne. Låten utgavs som singel sent 1976 och är ett av spåren på studioalbumet A New World Record och blev en av gruppens många internationella hitsinglar under 1970-talet. Jeff Lynne har sagt att låttexten handlar om förlorad kärlek.
Låten har funnits med i filmer som Boogie Nights och Cruella.

## Listplaceringar
| Lista (1976-1977) | Position                       |
| ----------------- | ------------------------------ |
| Australien        | 2 (Kent Music Report)          |
| Danmark           | 2 (DR "Tipparaden")            |
| Finland           | 12                             |
| Irland            | 6                              |
| Kanada            | 8                              |
| Nederländerna     | 4                              |
| Nya Zeeland       | 4                              |
| Spanien           | 11                             |
| Sverige           | 17 (Topplistan)                |
| Sverige           | "Veckans Smash Hit" i Poporama |
| Storbritannien    | 4 (UK Singles Chart)           |
| Sydafrika         | 1                              |
| USA               | 13 (Billboard Hot 100)         |
| Västtyskland      | 5                              |
| Österrike         | 3                              |